# Grand Paris Express
Il Grand Paris Express è un progetto di rete composto da quattro linee di metropolitana automatica regionale ad anello attorno a Parigi e di due prolungamenti di due linee di metropolitana esistenti. Con una lunghezza totale di 200 km, dovrà essere realizzato congiuntamente da Société du Grand Paris (SGP) e Syndicat des transports d'Île-de-France (STIF). I lavori sono iniziati nel 2015 e si prevede che nel 2030 tutte le linee saranno in servizio.

## Descrizione
Iscritto nel quadro del Grand Paris, il Grand Paris Express è il risultato dell'accordo raggiunto il 26 gennaio 2011 tra il Conseil régional d'Île-de-France e l'État, a seguito dei dibattiti pubblici che riguardavano i loro due progetti di metropolitana in sede propria, rispettivamente, l'Arc Express e il Réseau de transport public du Grand Paris; e validato dal decreto apposito del 24 agosto 2011.
Nel 2012, il nuovo governo socialista rimette mano al progetto apportandovi diverse modifiche, il nuovo schema viene presentato nel marzo del 2013. In particolare secondo il nuovo progetto, il Grand Paris Express non sarà più completato integralmente entro il 2025, ma entro il 2030 e senza un troncone della linea verde; inoltre, le linee rossa e arancione, che erano ipotizzate da realizzare come delle linee RER, saranno realizzate come linee metropolitane; infine, è persa la connessione diretta tra l'aeroporto di Parigi-Roissy e La Défense, che prima era garantita dalla linea rossa. I progetti Eole e CDG Express, che il nuovo schema intende realizzare, sono in realtà due progetti ipotizzati da anni e in questo nuovo schema sono rilanciati, tuttavia così come essi si integrano nel nuovo, essi erano perfettamente integrabili in quello precedente.

## Il progetto del 2011

Il Grand Paris Express conforme allo schema validato dal decreto del 24 agosto 2011, prima delle modifiche del marzo 2013

Il progetto Grand Paris Express del 2011 prevedeva una rete di metropolitana automatica lunga 205 chilometri e dotata di 72 stazioni. Essa sarebbe stata organizzata con delle connessioni tangenziali per servire i territori di vicina e media corona e con una connessione diametrale per permettere di collegarle al cuore dell'agglomerazione.
La rete doveva essere composta da quattro linee, di cui una era la risultante del prolungamento a nord e a sud della linea 14.
Linea blu
Estensione della linea 14. Essa sarebbe stata prolungata di 15 km, a nord da Saint-Lazare fino a Saint-Denis Pleyel e a sud da Olympiades fino all'aeroporto di Parigi Orly, per una lunghezza complessiva di 28 km. Questa linea, essendo un prolungamento di una linea esistente, avrebbe usato lo stesso materiale rotabile, l'MP 89 o nelle sue versioni aggiornate MP 05 e MP NG. Questa linea manteneva il numero 14 nella nuova rete metropolitana della RATP.
Linea rossa
Strutturata a forma di 6, era un grande anello di 95 km attorno a Parigi tra i terminal di Le Bourget RER e Le Mesnil-Amelot, passando per Chelles, Villejuif, La Défense e arrivando, una volta terminato nel 2025, anche all'aeroporto di Parigi Charles de Gaulle. Questa linea, secondo il progetto 2011, avrebbe dovuto utilizzare del materiale rotabile su ferro completamente automatizzato, comune alla linea arancione e probabilmente simile a quello utilizzato nelle linee del Réseau express régional. Questa linea, dopo le modifiche del 2013, dovrebbe essere identificata con i numeri 15, 16 e 17 nella nuova rete metropolitana della RATP.
Linea verde
Linea di metropolitana leggera. Lunga circa 50 km, avrebbe collegato l'aeroporto di Parigi Orly a Nanterre passando per il Plateau de Saclay, Paris-Saclay, Saint-Quentin-en-Yvelines, Versailles e Rueil-Malmaison. Questa linea, secondo il progetto iniziale, avrebbe dovuto utilizzare del materiale rotabile su ferro completamente automatizzato di tipo leggero probabilmente simile ai tipi VAL o Neoval. Questa linea, a seguito delle modifiche del marzo 2013, dovrebbe prendere il numero 18 nella nuova rete metropolitana della RATP.
Linea arancione
Linea complementare. Lunga circa 29 km, avrebbe collegato Nanterre all'est parigino con due terminal separati a Noisy – Champs e a Champigny-sur-Marne passando per Saint-Denis Pleyel. Questa linea, secondo il progetto 2011, avrebbe dovuto utilizzare del materiale rotabile su ferro completamente automatizzato, comune alla linea rossa, probabilmente simile a quello utilizzato nelle linee del Réseau express régional. Questa linea, a seguito delle modifiche del marzo 2013, dovrebbe prendere i numeri 11 e 15 nella nuova rete metropolitana della RATP.

## Progetto definitivo

Il Grand Paris Express dopo le modifiche del marzo 2013

Il 6 marzo 2013 sono stati delineati i nuovi contorni del Grand Paris Express. I lavori sono iniziati nel 2015 e si prevede che nel 2030 tutte le linee saranno in servizio (linee metro 14, 15, 16, 17, 18, Eole, CDG Express).
Il nuovo progetto prende in considerazione anche la modernizzazione della rete esistente, le nuove linee tranviarie, i prolungamenti delle linee metropolitane e la modernizzazione della rete RER. I tronconi indicati nello schema con la linea tratteggiata sono considerati non prioritari e verranno realizzati dopo il 2030.
Il Grand Paris Express sarà quindi costituito da tre progetti interconnessi alle linee esistenti.
Linea 11
Linea metropolitana in prolungamento (a est) dell'attuale linea 11, da Mairie des Lilas a Noisy-Champs passando per Rosny-Bois-Perrier; si tratta di un troncone del progetto della "linea arancione" (da Rosny-Bois-Perrier a Noisy-Champs) e di un troncone ex-novo (da Mairie des Lilas a Rosny-Bois-Perrier); il materiale rotabile sarà MP 14.
Linea 14
Linea metropolitana in prolungamento (a nord e a sud) dell'attuale linea 14; nessuna variazione rispetto al progetto della "linea blu": prolungamento a nord da Saint-Lazare a Saint-Denis Pleyel passando per Mairie de Saint-Ouen e prolungamento a sud da Olympiades all'aeroporto di Parigi Orly passando per Villejuif - Institut Gustave-Roussy; il materiale rotabile sarà MP 89CA e MP 14.
Linea 15
Linea metropolitana ad anello; si tratta della fusione di parti della linea del progetto della "linea rossa" e del progetto della "linea arancione". La linea è composta da 3 tronconi: "15 Sud" da Noisy - Champs a Pont de Sèvres, passando per Champigny Centre, Créteil, Vitry-sur-Seine, Villejuif e Issy-les-Moulineaux; "15 Ouest" da Pont de Sèvres a Saint-Denis Pleyel, passando per Nanterre-La Folie, La Défense e Les Grésillons; e "15 Est" da Saint-Denis Pleyel a Champigny Centre, passando per Stade de France, Aubervilliers e Bondy. Il materiale rotabile avrà le seguenti caratteristiche: gabarit di almeno 2,80 m, trazione su ferro completamente automatica, lunghezza massima di 120 m ovvero due treni accoppiabili di 60 m, cioè 3 carrozze di 20 m o 4 di 15 m, capacità massima teorica di 34.560 viaggiatori per ora, velocità massima dei treni di 120 km/h e loro velocità commerciale stimata a 56 km/h.
Linea 16
Linea metropolitana che connette Noisy-Champs a Saint-Denis Pleyel, passando per Le Bourget RER, Aulnay e Clichy - Montfermeil (con un troncone in comune con la linea 17, tra Saint-Denis Pleyel e Le Bourget RER); si tratta di una parte della "linea rossa". Il materiale rotabile sarà uguale a quello sulla linea 17 e simile a quello sulla linea 15, ma con treni formati da 3 carrozze (circa 54–60 m) per una capacità di 500 viaggiatori.
Linea 17
Linea metropolitana che connette Saint-Denis Pleyel a Le Mesnil-Amelot passando per Le Bourget - Aéroport, Triangle de Gonesse e l'aeroporto di Parigi-Charles-de-Gaulle (con un troncone in comune con la linea 16, tra Saint-Denis Pleyel e Le Bourget RER), si tratta di una parte della "linea rossa"; inoltre vi è un tratto, che sarà completato dopo il 2030, da Saint-Denis Pleyel a Nanterre-La Folie, si tratta di una parte della "linea arancione". Il materiale rotabile sarà uguale a quello sulla linea 16 e simile a quello sulla linea 15, ma con treni formati da 3 carrozze (circa 54–60 m) per una capacità di 500 viaggiatori.
Linea 18
Linea metropolitana che connette l'aeroporto di Parigi Orly a Versailles-Chantiers passando per Massy - Palaiseau, Paris-Saclay e il plateau de Saclay; l'unica variazione rispetto al progetto della "linea verde" è che il tratto da Versailles-Chantiers a Nanterre-La Folie verrà realizzato dopo il 2030. Il materiale rotabile sarà completamente automatizzato di tipo leggero probabilmente simile ai tipi VAL o Neoval.
Eole
Progetto di prolungamento a ovest della RER E da Saint-Lazare verso Mantes-la-Jolie passando da La Défense e Nanterre. Il materiale rotabile sarà quello in servizio sulla RER E: Z 22500.
CDG Express
Progetto di connessione rapida tra l'aeroporto di Parigi Charles de Gaulle a la Gare de l'Est di Parigi.

### Materiale rotabile
Linee 11 e 14
MP 14.
Linee 15, 16 e 17
Il 20 settembre 2018, la Société du Grand Paris e Île-de-France Mobilités comunicano di aver selezionato Alstom per fornire i treni per le linee 15, 16 e 17; il modello appartiene alla gamma Metropolis; il treno è completamente automatizzato (senza conduttore) e può circolare alla velocità massima di 110 km/h; il contratto prevede la fornitura di massimo 1.000 carrozze (183 convogli), in due lunghezze, da 3 e da 6 convogli; ogni convoglio potrà trasportare fino a 500 passeggeri nella versione a 3 carrozze (54 metri) e fino a 1.000 passeggeri nella versione a 6 carrozze (108 metri).
Linea 18
Da decidere.